# Алда (Небраска)
Алда (енгл. Alda) град је у америчкој савезној држави Небраска.

## Демографија
По попису из 2010. године број становника је 642, што је 10 (-1,5%) становника мање него 2000. године.
| Група             | 2000.       | 2010.       |
| Белци             | 596 (91,4%) | 532 (82,9%) |
| Афроамериканци    | 2 (0,3%)    | 6 (0,9%)    |
| Азијати           | 1 (0,2%)    | 0 (0,0%)    |
| Хиспаноамериканци | 46 (7,1%)   | 103 (16,0%) |
| Укупно            | 652         | 642         |